# Famille de Maurey
La famille de Maurey est une famille française noble éteinte, originaire de Normandie et dont la filiation est suivie depuis 1453. La famille de Maurey est éteinte depuis 2015, mais le nom a été relevé par une famille Antille devenue « Antille de Maurey ».

## Histoire
La famille de Maurey est attestée en Basse-Normandie au XVe siècle et en Haute-Normandie au XVIIIe siècle.
Robin de Maurey (vers 1420 - après 1457), seigneur de Saint-Jean-des-Gaudiers, est le premier auteur connu de cette famille en 1453.
En 1540, son arrière-petit-fils Gilles de Maurey (1510 - après 1550), seigneur de La Fangeaye, à Gacé (vicomté d'Orbec), prouve la noblesse de sa famille remontant à Robin son bisayeul, vivant en 1453.
Les Esquisses généalogiques, manuscrit de 1641, exposent l'histoire des premiers membres nobles aux XVe et XVIe siècles.
La famille de Maurey est maintenue noble le 6 avril 1666. Elle a donné des Clercs ainsi que des officiers, dont quatre chevau-légers de la garde du roi, aux XVIIe et XVIIIe siècles.
Au XIXe siècle, plusieurs membres se distinguent en Normandie dans les milieux militaires, historiques et surtout industriels, les filatures d'Incarville et de Gravigny fondées par eux ayant longtemps été l'une des principales sources d'emplois dans cette partie de l'Eure.

## Branches
La famille de Maurey a formé plusieurs branches, généralement désignées par le nom d'une des seigneuries possédées, bien que ces dernières aient parfois changé de branche, comme énuméré par la Société historique et archéologique de l'Orne dans son Bulletin de 1903 :
- branche du Hamel, aînée, et les sous-branches de Saint-Léger et d'Incarville ;
- branche du Plessis, cadette (1570-1802), et les sous-branches du Panval (vers 1665-1786) et du Parc-Hamon (1632-1643)[6] ;
- branche d'Orville (vers 1730)[7],[8].

Après l'extinction des Maurey, les familles Goupil et Antille ont relevé le nom par adoption en 1991,.

## Filiation
- Robin de Maurey (1420-ap1457), sgr de Saint Jean des Gondiers
  - Jean de Maurey (av1474-ap1497), sgr de Saint Jean des Gondiers
    - André de Maurey (1480-ap1510)
      - Gilles Ier de Maurey (1510-ap1567), écuyer, sgr de La Fangeaye, de la Maugère et des Ligneris
        - Nicolas de Maurey (ca1550-ap1590), écuyer, sgr de La Maugère et des Ligneris
          - Jean de Maurey (ca. 1590-1643)
            - Jean Baptiste de Maurey (1628-1691/1695), écuyer, sgr du Hamel, de Planches, des Ligneris et de La Motte
              - Jean de Maurey (1655-1727), sgr du Hamel
                - Jérôme Gaspard Nicolas de Maurey (1696-1734/1757), écuyer, sgr d'Orville
                  - Jean Baptiste de Maurey (1733-1811), écuyer, sgr d'Orville, instituteur d'Incarville
                    - Pierre Jean François de Maurey (1758-1808), sgr d'Orville, capitaine major dans l'armée catholique et royale d'Henri de La Rochejaquelein
                      - Jean Baptiste François de Maurey (1791-1865), sgr d'Orville, écuyer, officier au régiment d'infanterie de Clermont-Tonnerre, officier major dans l'armée catholique, brasseur, propriétaire

                    - Jacques Antoine de Maurey (1759-1829), religieux bénédictin, inventeur et propriétaire de filature à Incarville
                      - Georges Alexandre de Maurey (1806-1836), propriétaire de filature à Gravigny

                    - Georges de Maurey (1761-1846), curé d’Incarville et chanoine honoraire

                - François Gaspard de Maurey (1701-ap1757), écuyer
                - Jean-Gaspard de Maurey, écuyer

              - Marie Anne de Maurey
              - Eustache de Maurey (av1668-1691/1773), écuyer, sgr de La Goumannière
                - Louis-Alexandre de Maurey (1694-1744), sgr de La Bussière de Gacé
                  - Charles-Jérôme de Maurey(1740-ap1794), chevalier, sgr et cte de Maurey, de Saint-Arnoult, etc., conseiller du roi, lieutenant général au bailliage d'Exmes
                    - Louis-André-Charles-Rémy de Maurey (1775-1799)

                - Marie-Louise de Maurey (ap1691-)
                - Charles de Maurey (ap1691-)
                - Jérôme de Maurey (ap1691-)

              - Madeleine de Maurey (ca1672-1722)
              - Louise de Maurey (av1668-)
              - Suzanne de Maurey (av1668-)
              - Gabriel François de Maurey (av1668-)

            - Charles de Maurey (-av.1715), sgr des Ligneris
              - François de Maurey (-av.1715), écuyer

          - Jean Baptiste de Maurey (1590-ca.1633), sgr de La Maugère et des Menus
            - Marie de Maurey

        - Jean II de Maurey (ca1550-1575), écuyer, sgr de La Fangeaye et du Plessis
          - Vincente de Maurey (ca1567-1631)
          - Nicolas de Maurey (ca1571-ap1650), sgr du Plessis
            - Marie de Maurey (1612-1693), dame du Plessis et du Parc-Hamon
            - André de Maurey (-1622)

          - Florent de Maurey (ca1571-ap1641), écuyer, sgr du Plessis et de La Fangeaye
            - François de Maurey (-1680)
            - Jacques de Maurey (1606-)
            - Jeanne de Maurey (1607-1649)

          - Gilles II de Maurey (ca1575-1650) écuyer, sgr du Plessis et de Lozier
            - (1) Guillaume Ier de Maurey (1607/1608-1688), sgr de Vaux et du Plessis
              - Samson Ier de Maurey (1639-1706), sgr du Plessis, chevau-léger de la garde du Roy
                - (1) Marie de Maurey (1674-)
                - Renée Marguerite Marie de Maurey (1678-)
                - Gilles Samson de Maurey (1680-)
                - Françoise-Elisabeth de Maurey (1682-)
                - Martin François de Maurey (1682-1741)
                  - Françoise de Maurey (1708/9-1713)
                  - Catherine de Maurey (1715-1719)
                  - Marie Madeleine de Maurey (1717-)

                - François Guillaume de Maurey (1685-)
                  - François de Maurey (1699-1713)
                  - Martin François de Maurey (1707-)
                  - Françoise Catherine de Maurey (1715-1719)
                  - Marie-Madeleine de Maurey (1717-1719)

                - Angélique Marguerite de Maurey (1686-)
                - Renée Louise de Maurey (1688-1688)
                - (2) Geneviève Marguerite Claude de Maurey (1700-)
                - Françoise Angélique de Maurey (1701-ap1743)
                - Claude Antoine de Maurey (1702-1747), écuyer, sgr du Plessis, marié avec sa cousine Claude Catherine de MAUREY (1705-1759), dp, voir infra
                  - François-Claude de Maurey (1727-mort jeune) 
                  - Françoise-Claude-Marguerite de Maurey (1730-1802), dame du Plessis

              - Gilles III de Maurey (1640-1702), écuyer, sgr du Plessis puis du Panval
                - Nicole de Maurey (av1668-1708/51)
                - Charles-Antoine Ier de Maurey (1667-1760), sgr du Plessis et de Vaunoise
                - Guillaume II de Maurey (ap1668-1705)
                  - Gilles René de Maurey (1699-1724)
                  - Claude Catherine de Maurey (1705-1759), dp, oir supra
                  - Jérôme Guillaume (ou Guillaume Jérôme) de Maurey (ap1701-1737/1753) x1726
                    - Charles-Antoine II de Maurey (1727-1785), écuyer, sgr et patron de Louvières, Le Ménil-Gérard, Vary et Trun en partie, chevalier de Saint-Louis, capitaine de cavalerie, chevau-léger de la garde ordinaire du roi
                      - Anne Aimée Françoise de Maurey (1762-ap1777)
                      - Gervais Charles de Maurey (1763-1826), écuyer, sgr du Panval, chevau-léger de la garde ordinaire du Roi, chevalier de Saint-Louis
                        - Anne Charles Aimé de Maurey (1818-)
                        - Martine Mélanie de Maurey (1820-1864)
                        - Laurent Gervais Aimé de Maurey (1823-1868)
                          - Raoul Ernest Laurent Cyrille de Maurey (1849-1935), garde en 1870
                            - Raoul Ernest de Maurey (1874-1899)
                              - Raphaël André de Maurey (1895-1930)
                                - Micheline de Maurey (1923-1923)
                                - Micheline de Maurey (1923-2010)

                            - Marcel Charles de Maurey (1882-)

                          - (1) Alice Marie Amélie de Maurey (1850-1912)
                          - Amante Ernestine Fanny de Maurey (1853-1909)
                          - (2) Henri Aimé Marcel de Maurey (1855-1929)

                        - Robert Henry Louis de Maurey (1826-1877)
                          - Marie Léontine Adélaïde de Maurey (1845-1911)

                      - Charles-Aimé de Maurey (1768-1827), écuyer, sgr du Parc-Hamon, mineur anticipé
                      - Charlotte-Aimée de Maurey (1769-ap1786)

                    - Louis Jacques Claude de Maurey (ca1735-ap1755), religieux cistercien
                    - Perrine Françoise Marie Charlotte de Maurey (1737-1779)
                    - Françoise Marthe de Maurey des Bois (1743-ap1775)
                    - François-Jérôme de Maurey (1743-ap1783), écuyer, chevau-léger de la garde du Roi

                - Jean V de Maurey (ap1670-ap1703), sgr du Hamel
                - Anne-Antoinette de Maurey (-ap1693)

              - Marie de Maurey (1642-ap1662)
              - Pierre Ier de Maurey (1644-1680), écuyer, 1er sieur de Panval, dp illég.
              - Samson II de Maurey (1645-1692), écuyer, sgr indivis du Plessis
              - Marie de Maurey (-ap1673)

            - Jacques de Maurey (1608-)
            - André III de Maurey (1613-ap1620)
            - René de Maurey (1616-)
            - Florence de Maurey (ca1620-ap1676)
            - Jacques de  Maurey (1621-)
            - (2) Elisabeth de Maurey (1622-1705)

## Personnalités
- Quatre chevau-légers de la garde du Roi[11] dont deux chevaliers de l'Ordre royal et militaire de Saint-Louis : Samson Ier de maurey (ca. 1639-1706), seigneur du Plessis ; ses arrière-petits-neveux François-Jérôme de Maurey (1730-ap.1773), écuyer, et Charles Antoine II de Maurey (1727-1785), écuyer, seigneur et patron de Louvières, Le Ménil-Gérard, Vary et Trun en partie, chevalier de Saint-Louis, capitaine de cavalerie ; et le fils de ce dernier : Gervais Charles de Maurey (1763-1826), écuyer, seigneur du Panval, chevalier de Saint-Louis.
- Pierre-Claude II de Maurey, dit d'Orville (né le 10 mars 1763 à Planches (Orne), décédé rue d'Argentan à Sées (Orne) le 10 décembre 1832, à l'âge de 69 ans) est un officier d'Ancien Régime, défenseur de la monarchie et historien normand. Fils de Claude-Jean et Madeleine-Geneviève-Nicole de Chandebois, écuyer, seigneur et patron d'Orville, du Hamel, de La Mothe, de La Bouvie à la mort de son père (1760), il obtient le 18 octobre 1782 de Bernard Chérin, généalogiste et historiographe des Ordres du roi, le certificat de noblesse requis pour le service militaire et la sous-lieutenance (ordonnance du 22 mai 1781). Il émigre en 1791 et devient professeur de français à Brunswick, puis d'histoire au grand-séminaire de Sées à son retour en France (1802)[12]. Il épouse en 1812 à Sées Justine-Marie-Françoise Delaunay (+ 1827), veuve Delavigne[13]. Chevalier de la Foi et agent de la duchesse d'Angoulême, il est fait chevalier de l'Ordre royal et militaire de Saint-Louis le 23 mai 1825[14]. Il est l'auteur de l’Histoire des évêques de Sées[15], l’Histoire de l’abbaye de la Trappe, la Vie de Rancé, et membre de différentes sociétés savantes: Société des antiquaires de Normandie, Société Linéenne, Société Historique et Archéologique de l’Orne.
- Pierre II de Maurey (baptisé le 14 juin 1758 à Alençon ; décédé le 6 février 1808 à Incarville), aîné, fils de Jean-Baptiste, et de Marie-Louise Blessebois de La Garenne, père d'une nombreuse descendance. Édifié par le martyre de son parent[16], l’abbé Louis-Joseph du Portail de La Besnardières (1740-1792)[17],[18], curé de Bellême exécuté sur le parvis de son église à la hache par un révolutionnaire, il rejoint l’Armée Catholique et Royale d'Henri de La Rochejaquelein (1772-1794) en qualité de capitaine-major.
- dom Jacques-Antoine de Maurey (1759-1829), frère du précédent, appelé aussi Demaurey d’Incarville[19], marque par ses inventions l’histoire du pré-machinisme et de l’industrie naissante[20]. Il est reçu à l'Académie des sciences, belles lettres et arts de Rouen[21]; il devient profès à Saint-Denys en France le 18 novembre 1780[22] et religieux à l'abbaye de Fécamp. Il se retira à Incarville, lorsqu'il fut chassé de son abbaye durant la Révolution, se marie puis obtient, grâce au chanoine Fresnay (vicaire général d'Evreux) et au cardinal Caprara, la régularisation de sa reduction à l'état laïc par le Saint-Siège en 1803. Lié à l’abbé Grégoire, à Francois de Neufchâteau, à Defontenay, au baron Ternaux, à Decrétot et autres industriels du textile qui développèrent les chambres de métiers à tisser, ses inventions marquent le passage du métier à l’industrie (filage du lin substitué au coton anglais, cardage et filature de la laine). Il obtient une médaille de 400 fr. le 8 août 1810, 1200 fr. le 19 août 1812 puis le 17 août 1814 un brevet d'invention pour une machine à peigner la laine, le lin et les déchets de soie, et reçoit un prix de la Société d'Encouragement[23] et 3000 fr[24]. Il fonde la confrérie de saint Roch, patron des tisserands incarvillais, qui furent les premiers à utiliser des métiers mécaniques pour tisser le drap. Marié à Marie-Barbe Alexandre (1770-1859) en 1796, il en eut quatre enfants, dont Georges-Alexandre, propriétaire d'une filature à Gravigny. «Ce mécanicien, témoigne M. Ternaux cité par M. Mérimée à la remise d'un prix en 1812, aussi modeste qu'il est plein de talents, aussi laborieux qu'il est expérimenté[23] », «si connu pour les progrès qu'il a fait faire à la filature de la laine, est regardé », selon le général Poncelet, « comme le premier qui, dès l'époque de 1797, ait entrepris d'une manière sérieuse, en France, de composer un système de machines propres à filer le lin»[25].
- Pierre-Hippolyte Boutigny (16 mai 1798 à Harfleur ; 17 mars 1884 à Évreux), gendre du précédent par son mariage avec sa fille Caroline de Maurey. Savant français, physicien et chimiste, chevalier de la Légion d'honneur, président de la Société de pharmacie et de chimie de Paris,  auteur d'une quinzaine de publications. Leur fils Charles Constant Boutigny (23 janvier 1826 à Évreux ; 25 mars 1892 à Évreux) suit ses pas comme pharmacien et docteur en médecine.
- Abbé Georges de Maurey (baptisé le 16 mai 1761 à Alençon ; décédé le 31 août 1846 à Incarville), benjamin de Jacques-Antoine, curé perpétuel d'Incarville et chanoine d'honneur. Il est jureur sous la Révolution et officier public en octobre 1792 mais demeure dans les Ordres jusqu'à sa mort. Il repose avec son frère Jacques au cimetière d'Incarville.
- Charles-Jérôme de Maurey (né le 19 novembre 1740 à Gacé en Normandie ; mort après 1794)[26],[27] , chevalier, seigneur de Saint-Arnoult, etc., conseiller du Roi, lieutenant général, en particulier ancien civil et criminel, enquêteur et commissaire examinateur au bailliage d'Exmes. Marié le 25 janvier 1773 à Exmes à Louise-Charlotte-Julie de Lantivy (1757-1800), il émigre à la Révolution, tandis que son épouse, retirée au couvent de Buron, est contrainte d'épouser en septembre 1794 son geôlier, l'apostat Louis-Jacques Davière (moine à Fontevrault, confesseur de la comtesse, curé constitutionnel d'Azé puis agent révolutionnaire) pour échapper à sa condamnation à mort et celle de sa propre mère. Leur fils Louis-André-Charles-Remi de Maurey, chasseur au 12e régiment de chasseurs à cheval[28], meurt à 25 ans (1774-1799) à Leibdingen ou Luciensteig.

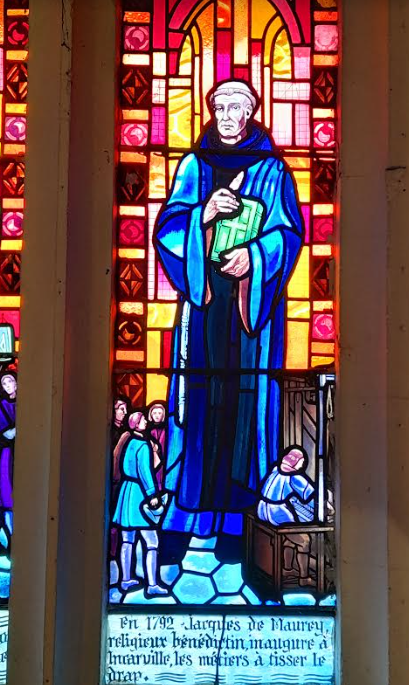
Vitrail de l'église d'Incarville en hommage à Jacques de Maurey.
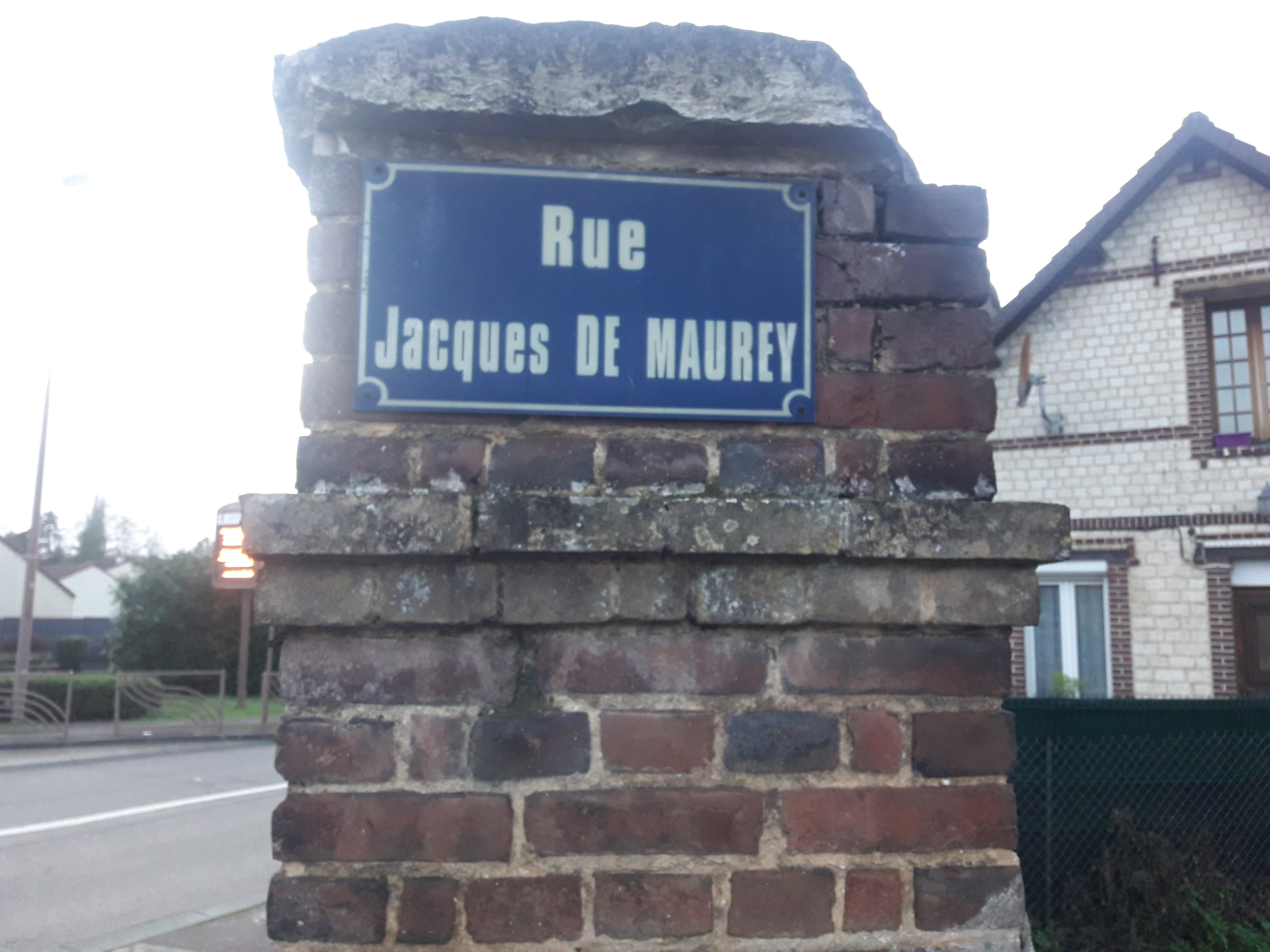
Rue Jacques de Maurey à Incarville.
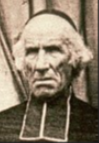
Abbé de Maurey, curé d'Incarville.
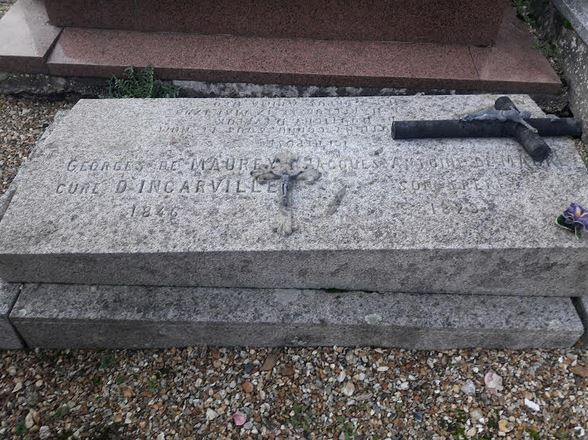
Tombe de l'abbé Georges de Maurey, de son frère Jacques et du gendre de ce dernier, Pierre-Hippolyte Boutigny, à Incarville.
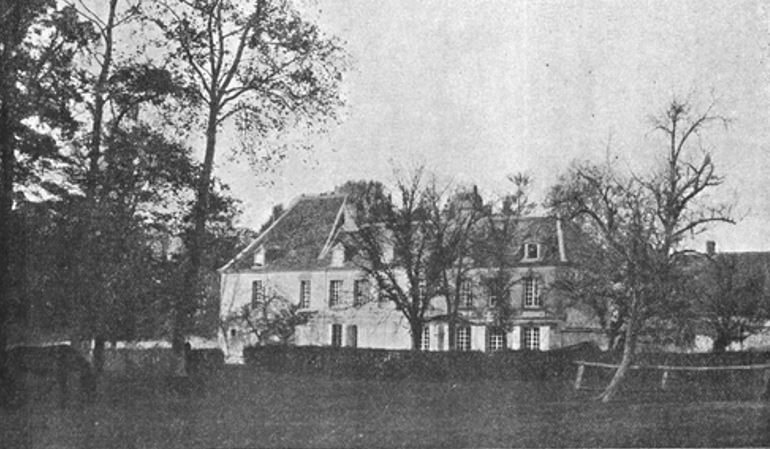
Manoir du Plessis-en-Faye.

## Possessions
La famille de Maurey a possédé au cours de son histoire plusieurs châteaux ou maisons fortes, dans les seigneuries qu'elle détenait : Saint Pierre de Cernières, La Fangeaye (souvent écrit La Faugaye), La Maugerie, La Motte, Le Hamel, Les Ligneries, Orville, Planches, Le Plessis et Saint-Jean des Gaudières.

Écu familial

## Armes
- D'azur à trois bourdons de pèlerin d'argent rangés en fasce.[29],[27],[1]

## Sources

### Revues
Héraldique et Généalogie :
- XVe année, janvier-février 1983, pp. 24 et 27 ;
- XXXIe année, no 1, janvier-mars 1991, no 118, p. 216 ;
- XXVIe année, no 1, janvier-mars 1994, no 130, pp. 68, 164, 178 ;
- XXVIIe année, no 1, janvier-mars 1995, no 134, p. 286 ;
- XXXe année, no 1, janvier-mars 1998, no 146, p. 230 ;
- XXXIe année, no 1, janvier-mars 1999, no 150, p. 244 ;
- XXXIIe année, no 1, janvier-mars 2000, no 154, p. 254.